# 居酒屋

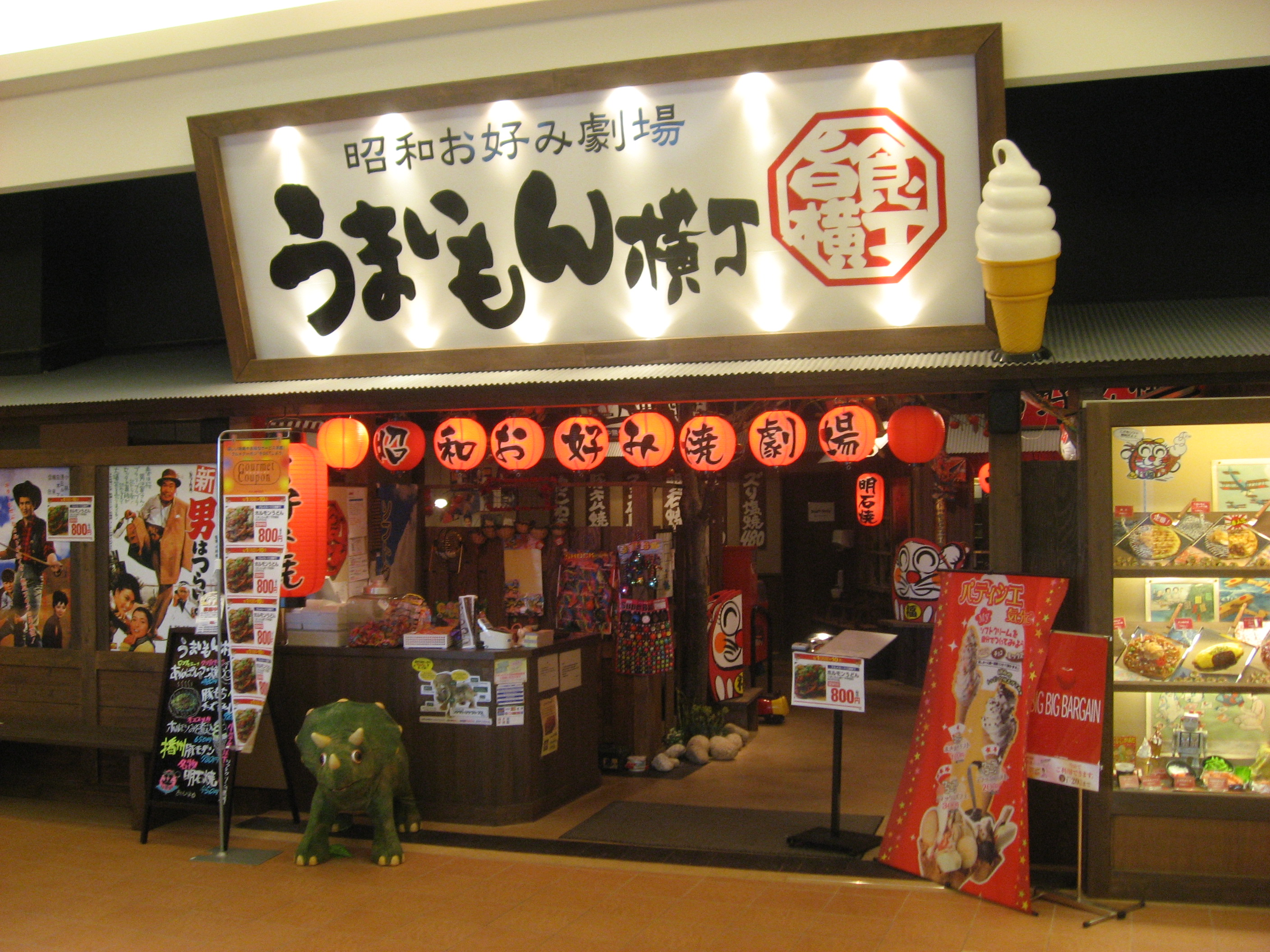
美食街室內居酒屋

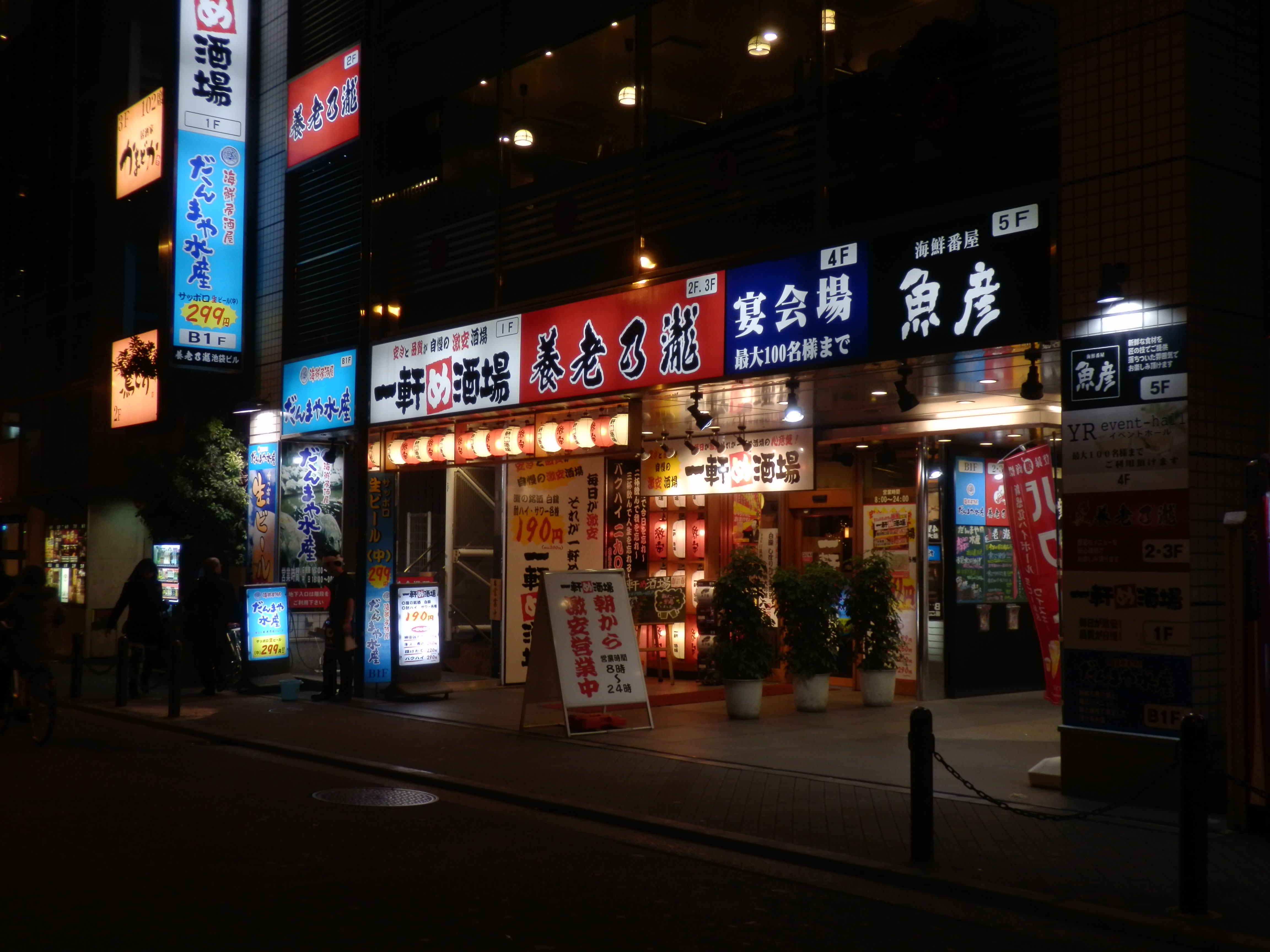
養老乃瀧居酒屋

居酒屋（日语：／ Izakaya），是提供酒類和飯菜的料理店。與只提供酒類為中心點的普通酒館不同，居酒屋提供品質較好的飯菜，但卻不同於小吃店。居酒屋是具有日本特色的飲食店。不过，在其他國家也有類似的酒館，能方便地吃飯、提供酒水。有時居酒屋亦譯作bar。

## 概述
1970年代左右，人們印象居酒屋是只有男性公司職員喝日本酒的地方。不過，近幾年，女性也開始喜歡居酒屋內飲料和飯菜的豐富種類，店內裝飾也設法迎合大眾——包含女性和家庭，能在居酒屋輕鬆愉快吃喝玩樂這個印象就固定下來。特別從1980年代起、居酒屋的連鎖化之後，酒菜價錢變得更大眾化，居酒屋也提供更多種類的飲料和飯菜。由於這個緣故，居酒屋成為人們聚集、和朋友聊個暢快的地方，學生、公司職員或朋友們等經常在居酒屋舉行「簡單的宴會」。
店內裝飾日本式的飾物和提供日本式的飲食。不過，時代轉變，也須要加入西式食物改變風格。同時，有些居酒屋為了強調提供新鮮的魚類和貝類，店內製作了小魚塘，在顧客眼前現場做烹調食物等，有很多採用各種各樣不同作法的居酒屋。

## 招呼方法

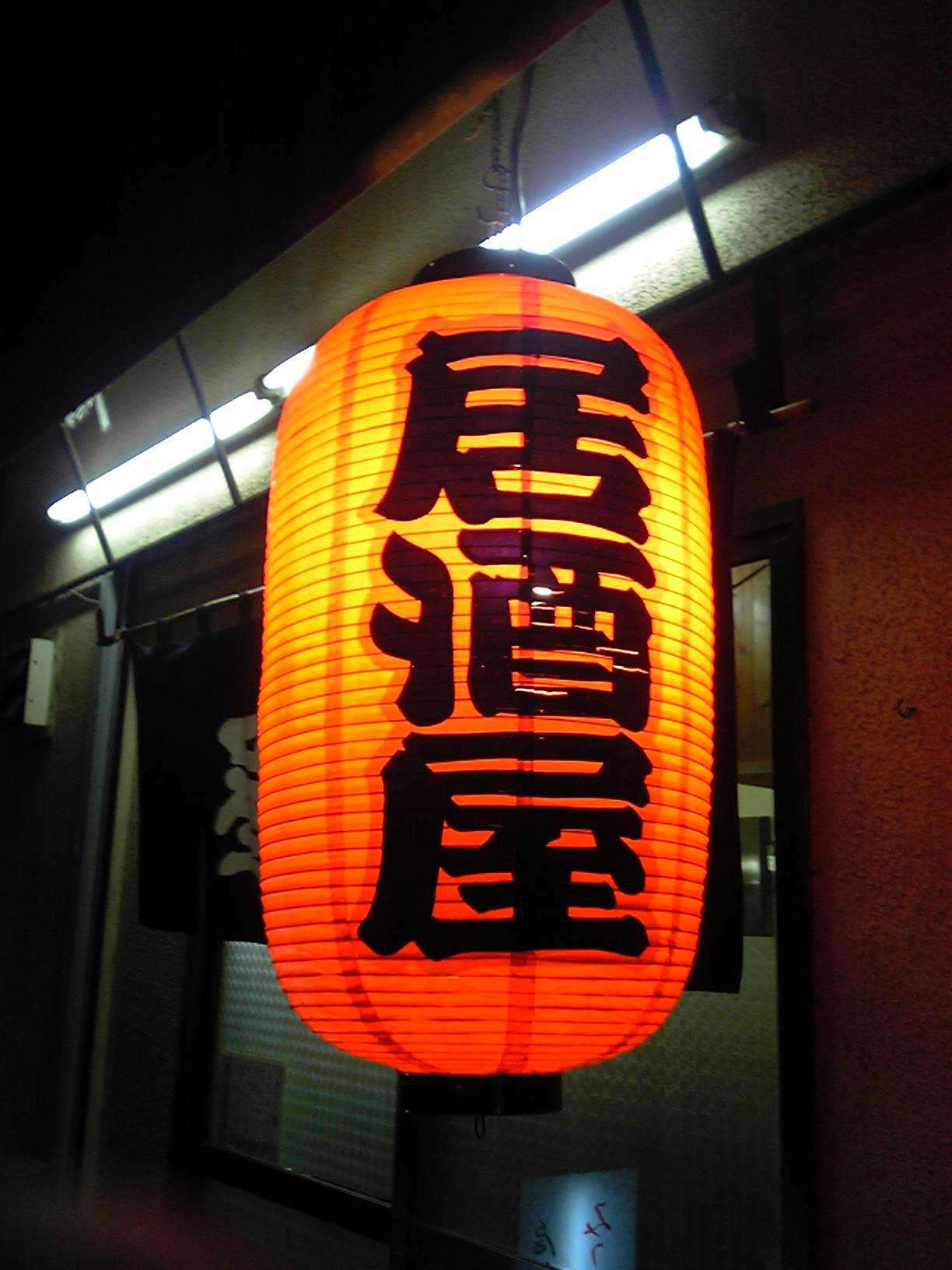
紅燈籠

- 作為提供烤雞肉串為主要飯菜的店，常常被稱為「烤雞肉串舖」。烤雞肉串舖店內設置著燒烤雞肉串的台，常常在客人眼前直接燒烤雞肉串。
- 作為提供關東煮為主要飯菜的店，常常被稱為「關東煮店」。關東煮店不是以店舖的形式營業，是以手推木頭車的形式營業（也就飲食攤販，日語稱作屋台）。
- 店內設置大的方形敞口式火爐，在那裡燒烤的飯菜，這種稱為「爐端燒」。爐端燒到方形敞口式火爐之間隔著用以盛飯菜，像巨大勺子一樣的特別的工具。
- 也有以一人營運的居酒屋，以不太大的店舖營業，這種店被稱呼為「小料理屋」。特別的是，小料理屋一早就準備熟食。
- 作為主要提供啤酒飲料的店舖，被稱作為「啤酒店」。比普通的居酒屋開放得多，室外營業的啤酒店都被稱作為庭院式啤酒店。
- 因為以前的居酒屋常常在店頭掛起紅燈籠替代招牌，因此稱呼居酒屋為「紅燈籠」的人至今還多。同樣，在入口裡懸掛繩造門簾的居酒屋有很多，因此也有人把居酒屋稱呼為「繩門簾」。近幾年來用這些的名字稱呼連鎖化居酒屋的人少了。與居酒屋區別的舊式居酒屋有時候會使用這些名字。

## 文化
居酒屋以前是以男性公司職員為主要對象，現在就不分男女老少，作為群眾性的社交場合，對日本文化帶來的影響也不少。居酒屋常常成為流行歌曲的題材，特別的演歌中常常描述居酒屋的情景。同時，居酒屋也是日本電影常見的場景。

## 潛規則

### 先喝酒再進食
因為去居酒屋目的是喝酒，因此通常會先喝酒才吃東西，通常食物以日式炸雞、苦瓜炒蛋、馬鈴薯燉肉等下酒菜為主。

### 先喝啤酒
因為啤酒最好倒，通常會先喝啤酒，先幫每個人的酒杯倒滿，然後眾人舉杯喊「乾杯」。

### 輩份決定乾杯的高低
乾杯的高度會依據輩份而定，例如若是跟職場主管、同事喝酒，舉杯高度會依職位高低，輩份越高者，杯子舉越高。若是跟平輩的朋友喝酒，就無乾杯高低的潛規則，高度可一樣。

### 要懂斟酒技巧
酙啤酒時，瓶口須緊貼杯緣，酒才會有泡泡，喝起來較順口。若凌空倒酒，酒就沒有泡泡，喝起來不順口。

### 要懂得讓人斟酒
在讓別人斟酒時，雙手要托著酒杯，若酒杯放桌上讓人斟酒，就是不禮貌的行為。若是酒量不佳的人想擋酒，可用杯子頂著酒瓶，示意對方不要再斟酒。

## 菜單
居酒屋有各種各樣的形態的店。不過，各種居酒屋大抵提供著幾種固定的菜單。以下列舉主要的材料。

### 酒類
- 日本酒
- 烧酒
- 啤酒
- 沙瓦

### 料理
- 日式烤雞串
- 冷奴 （豆腐的一種）
- 豆腐
- 毛豆
- 刺身
- 唐扬
- 醬菜乾（柿子等）
- 豬腳
- 魚腩

以前認為居酒屋一定要有肉類飯菜。不過，最近連鎖店等提供的食物種類也變得多起來。